# دبابة متوسطة

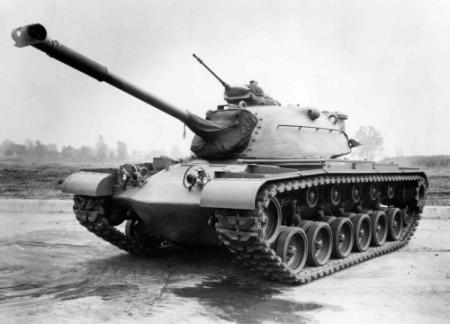
الدبابة الأمريكية إم-48 باتون

الدبابة المتوسطة عبارة عن تصنيف للدبابات، كان سائدا بشكل خاص خلال الحرب العالمية الثانية والذي يمثل حلاً وسطًا بين الدبابات الخفيفة التي تميز بالمرونة والقدرة الأكبر على المناورة والدبابات الثقيلة التي تتميز بقوة دروعها وقوة مدفعها. كانت الدبابات الأكثر إنتاجية وفعالية من حيث التكلفة والنجاح الميداني في الحرب العالمية الثانية (الدبابة السوفيتية تي-34، دبابة شيرمان الأمريكية، الدبابة اليابانية من تايب 97 والبانزر 4 الألمانية) جميعها عبارة عن تصميمات للدبابات المتوسطة، وقد أدى نجاح المفهوم لاحقًا إلى تطوير الأجيال اللاحقة من الدبابات المتوسطة مثل الدبابة البريطانية شفتن. أصبحت العديد من الدبابات المتوسطة تحت ما يسمى دبابة القتال الرئيسية في معظم البلدان بزيادة دروعها بعض الشئ وامتلاكها قدرة مناورة جيدة واسلحة قوية.

## التاريخ
ظهرت الدبابات الأولى التي تحمل اسم «المتوسطة» في الحرب العالمية الأولى بالدبابة البريطانية مارك إيه وايبت. كانت أصغر وأخف وزنا من الدبابات الثقيلة البريطانية الأخرى ولم تحمل سوى الرشاشات.
دخلت عقيدة أستخدام الدبابة المتوسطة حيز الاستخدام في فترة ما بين الحربين. لقد تخطى وجودها الدبابة فائقة الثقل والدبابات الثقيلة وانتقلت تدريجيا لتصبح دبابة المعركة الرئيسية.

### حروب العالم

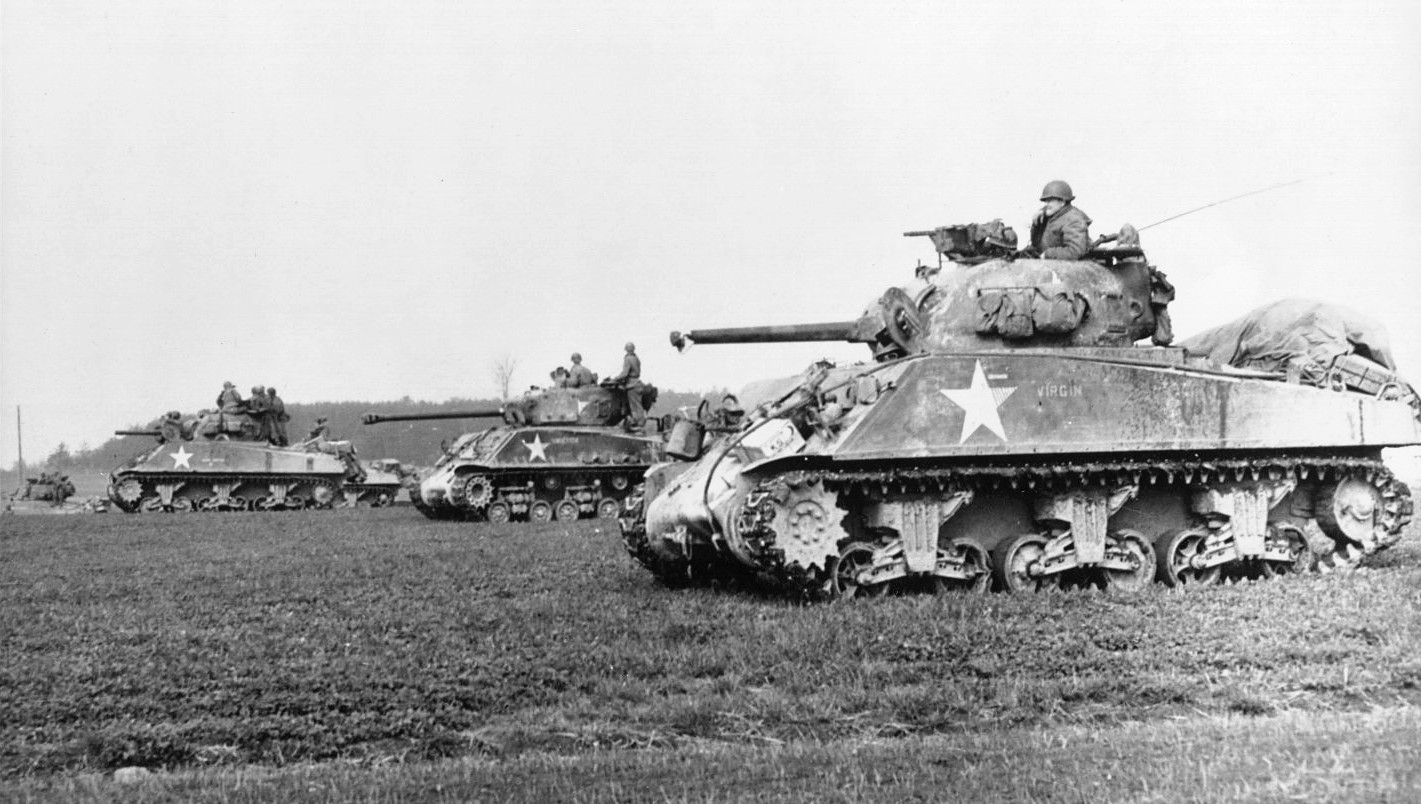
دبابة شيرمان متوسطة من الحرب العالمية الثانية، العمود الفقري للقوات المدرعة الأمريكية

وشملت الدبابات المتوسطة في فترة ما بين الحربين البريطانية فيكرز مارك الثانية وتي-28 السوفيتية متعددة الابرج. في الفترة التي سبقت الحرب العالمية الثانية، توقف البريطانيون عن استخدام المصطلح متوسطة للدبابات الخاصة بهم حيث أن الفلسفة الجديدة لدبابة كروزر ودبابات المشاة التي عرفت الدبابات حسب الدور بدلاً من الحجم دخلت حيز الاستخدام.
كانت هناك دبابات متوسطة تركز على مهاجمة المشاة (كما في الحرب العالمية الثانية:بانزر-4، وإم 4 شيرمان)، ودبابات متوسطة كانت أكثر تركيزًا على أن تكون مضادة للدبابات حيث سلحت بمدافع قاذفة سريعة.

### الحرب الباردة
أثناء الحرب العالمية الثانية وبعدها، تم سحب الأدوار التي تقوم بها الدبابات الخفيفة تدريجياً واستبدالها بواسطة سيارات مصفحة منخفضة التكلفة وعربات استطلاع متخصصة. الدبابات الثقيلة بعد أن أظهرت محدودية في دورها في القتال، واجهت سباق تسلح نحوها محدود بعد الحرب من حيث التصميمات. بشكل تدريجي ومع بروز أسلحة صاروخية مضادة للدبابات أكثر تطوراً، أظهرت الدبابات الثقيلة ضعفًا كبيرًا فيها، ثم تم التخلص منها في نهاية الأمر.

## وظيفة
بدأ دور الدبابات المتوسطة بإعطاء الأولوية للسرعة. يمكن أن تتحرك الدباباتالمتوسطة بشكل أسرع وتكون مناورتها عالية ومرنة، ولكنها تحتاج إلى مساعدة لعبور الخنادق، حيث كانت الدبابات الثقيلة كبيرة بدرجة كافية لعبورها دون مساعدة. في الاستخدام البريطاني لهذه الدبابات، تطور هذا إلى فئة دبابات كروز.
مثلت الدبابات المتوسطة لاحقا توازن ناجح بين القوة النارية والحركية والحماية. تهدف الدبابات المتوسطة إلى أن تكون مناسبة لأوسع مجموعة من الأدوار والمهام، مع تقليل الاعتماد على الأنواع الأخرى من الدبابات أثناء العمليات العادية.